# 黒柳陽子
黒柳 陽子（くろやなぎ ようこ、女性、1968年10月24日 - ）は、日本のキャラクターデザイナー、ゲームクリエイター。東京都出身。ゲーム制作集団Bio_100%のひとり。有限会社クネップの社長。nano-Ray-speX（なのれーすぺくす）の名前でも活動もしている。夫はドワンゴ創業者の一人でありBio_100%の中心的人物でもあるaltyこと森栄樹。

## 作品

### おもちゃ
- たまごっち - ウィズに在籍したときにたまごっちの企画・開発・デザインを担当していた。

### ゲーム
- 戦国TURB - セガの家庭用ゲーム機であるドリームキャスト向けゲーム。
- 戦国TURB Fanfan I※me Dunce-doublentendre - 戦国TURBのファン向けゲーム集。

## 書籍
- KG 戦国TURぶはあ―戦国TURBファンブック